# Букашки
«Букашки» (рус.) — российский короткометражный рисованный мультфильм 2002 года, который создал режиссёр Михаил Алдашин на студии «Пилот».

## Сюжет
Букашки жили бы счастливо и беззаботно, если бы не люди. Букашки однажды даже устроили митинг перед человеком, но он наступил на них и даже не заметил.
И вот однажды прилетели инопланетяне, которые тоже оказались букашками. Инопланетяне подружились с земными букашками и даже захотели остаться, но стоило им услышать, что здесь есть люди, как они тут же улетели.
Тогда букашки построили собственную ракету из доступных материалов (пустого тюбика, спичек и т. п.), чтобы улететь от людей в космос, и стартовали. Когда «ракета» остановилась, букашки выбрались наружу и обнаружили, что оказались в лампочке под потолком в своей квартире.

## Создатели
| Режиссёр                 | Михаил Алдашин |
| Продюсеры                | Михаил Алдашин, Чарльз Свенсон |
| Фильм озвучили           | муха — Ирина Муравьёва муравей и другие — Александр Пожаров инопланетянин и др. — Алексей Колган прочие букашки — Дмитрий Филимонов |
| Анимация                 | Павел Барков, Сергей Гордеев, Людмила Двойнова, Маша Никулина, Михаил Тумеля, Елена Чернова, Елена Фирсова                          |
| Художники-постановщики   | Михаил Лисовой, Валентин Телегин |
| Съёмка                   | Ирина Ганкова |
| Компьютерное обеспечение | Алексей Ганков |
| Ассистент режиссёра      | Анна Качура |
| Контур                   | Марина Антонова, Вера Аромонова, Елена Галенкова, Наталья Полетаева                                                                 |
| Заливка                  | Анастасия Шиляева |
| Музыка                   | Владимир Хорунжий |
| Слова песни              | Игорь Иртеньев |
| Песню спел               | Эдуард Назаров |
| Звукооператор            | Владимир Орёл |
| Дизайнер звука           | Андрей Кашин |
| Координатор производства | Александра Бочарова |
| Директор                 | Игорь Гелашвили |

- Создатели приведены по титрам мультфильма.

## Фестивали и премии
- 2003 — Премия «Ника» за лучший анимационный фильм
- 2002 — Фильм участвовал в конкурсной программе фестиваля Суздаль-2002: приз жюри фильму «БУКАШКИ» (режиссёр Михаил Алдашин) — за искромётность и юмор в жанре оптимистической трагедии.[1]
- Первое место	в профессиональном рейтинге ОРФАФ,	Суздаль	2002
- Гран-при	Детского жюри, МКФ	«Золотая рыбка» 2002
- Гран-при	профессионального жюри, МКФ	«Золотая рыбка», 2002
- Приз публики,	МКФ	Анси, Франция, 2002
- Приз публики,	МКФ	Загреб, 2002
- Специальный	приз жюри, МКФ	Загреб, 2002
- Приз за лучший	авторский фильм, МКФ	КРОК, 2002
- Специальный	приз жюри, МКФ	Хиросима, 2002
- Honorary	Mention, МКФ	Лейпциг,	2002
- Приз публики,	МКФ	Лейпциг, 2002
- Приз симпатий	жюри, МКФ	Фрапна(Франция) 2002
- Золотой приз	за лучший детский фильм, МКФ	Тегеран, 2003
- Номинация на	премию	Национальной	академии	кинематографических	искусств	и	наук	России	«Золотой	орел».,Москва2003
- Приз	профессионального жюри за лучший	короткометражный фильм в категории 2	(для детей от 7 лет и старше), Sancy	КФ, Франция, 2003
- Первый приз	профессионального жюри за лучший	короткометражный фильм,	МКФ	ANIMA MUNDI , Рио-де-Жанейро и Сан Пауло, 2003
- Первый	приз публики за	лучший короткометражный фильм, МКФ ANIMA MUNDI, Рио-де-Жанейро , 2003
- Второй	приз публики за	лучший короткометражный фильм, МКФ ANIMA MUNDI, Сан-Пауло, 2003
- Приз публики,	МКФ	TINDIRINDIS,	Вильнюс, Литва, 2003
- Приз за лучший	детский фильм Детского КФ, МКФ	Уппсала, Швеция,	2003